# 전주덕일중학교
전주덕일중학교(全州德一中學校)는 대한민국 전북특별자치도 전주시 덕진구 덕진동2가에 있는 공립 중학교이다.

## 학교 연혁
- 1993년 4월 3일 : 전주덕일중학교 설립 인가(30학급 남,여 공학)
- 1994년 3월 2일 : 입학식(484명), 구 팔복초등학교 교정(팔복동 3가 512)
- 1994년 10월 28일 : 현재 신축교사로 이전
- 2010년 11월 20일 : 혁신학교 지정
- 2011년 1월 10일 : 교육복지투자학교 선정
- 2014년 2월 3일 : 혁신학교 재지정 운영(2014~2016)
- 2022년 3월 1일 : 혁신 더하기 학교(전북미래학교) 재지정 선정·운영(2022~2024)
- 2024년 1월 2일 : 제28회 졸업식(53명) 총 졸업생 5,298명
- 2024년 3월 4일 : 제31회 입학식(3학급 61명)
- 2024년 9월 1일 : 제11대 이경희 교장 취임

## 참고 자료
- 전주덕일중학교 - 한국교육학술정보원 학교알리미